# Steve Ferrigno
Stefano „Steve“ Ferrigno (* 12. März 1900 auf Sizilien; † 5. November 1930) war ein sizilianischer Einwanderer, der in New York City ein hochrangiger Mobster der dortigen La Cosa Nostra in der Gambino-Familie war.

## Leben
Der genaue Zeitpunkt seiner Emigration nach New York City mit seiner Familie ist unbekannt, aber es kann ein Zeitraum um 1910 angenommen werden. Ferrigno geriet bald unter den Einfluss der US-amerikanischen Camorra in Brooklyn, die von Pellegrino „Don Grino“ Morano und seinem Lieutenant Alessandro Vollero angeführt wurde. Gegen Ende seiner Teenagerzeit soll er ein vollwertiges Mitglied der kriminellen Vereinigung geworden sein.
Über diese Mitgliedschaft wird gerätselt, da sich die neapolitanische Camorra und die sizilianische Mafia bewusst durch die Herkunft ihrer Mitglieder abgrenzten. Im Mafia-Camorra-Krieg (1914–1918) hatte der Camorrista Morano letztlich vergeblich versucht, sich gegenüber den Sizilianern durchzusetzen. Außerdem waren die Mitglieder nach der Verhaftung von Morano 1916 und dessen Abschiebung 1919 ohnehin von dem sizilianischen Salvatore D’Aquila übernommen worden und die Camorra trat in den USA hinter die Cosa Nostra zurück. Die vormalige Camorra-Gruppe wurde unter D’Aquila praktisch zum Vorläufer der späteren „Gambino-Familie“. Der Sizilianer Ferrigno trat also letztlich nun einer von Sizilianern kontrollierten Bande bei.
Steve Ferrigio war während der Prohibition weiterhin in Brooklyn tätig. Während des sogenannten Krieges von Castellammare (1930–1931) war er die rechte Hand des Bosses Alfred Mineo. Er kam vor seinem eigenen Haus i759 Pelham Parkway South –, an der Seite Alfred Mineos ums Leben. Bei den mutmaßlichen Killern handelte es sich um Joe Profaci, Nick Capuzzi, Joe Valachi und einen weiteren Mann, der als „Buster from Chicago“ bekannt war. Nach Angaben von Valachi war es letzterer, der mit einer Schrotflinte die tödlichen Schüsse abgegeben haben soll.